# Stargirl (televíziós sorozat)
A Stargirl 2020-tól vetített amerikai dráma sorozat, amelyet Geoff Johns alkotott.
A sorozat producerei Jennifer Lence, James Dale Robinson, Trish Stanard és Rob Hardy. A zeneszerzője Pinar Toprak. A főszerepekben Brec Bassinger, Yvette Monreal, Anjelika Washington, Cameron Gellman és Trae Romano láthatóak. A sorozat a Berlanti Productions, a Mad Ghost Productions, a DC Entertainment és a Warner Bros. Television megbízásából készült, forgalmazója a Warner Bros. Television Distribution.
Amerikában 2020. május 18-án mutatta be a DC Universe, majd egy nappal később a The CW is. Magyarországon az HBO 3 mutatta be 2020. szeptember 5-én.

## Cselekmény
Courtney Whitmore középiskolás lány, aki létrehoz egy csapatot, – Justice Society of America néven (Amerikai Igazság Szövetség néven) – hogy legyőzzék a múlt gazembereit.

## Szereplők

### Főszereplők
| Színész                 | Szereplő                     | Magyar hang        |
| ----------------------- | ---------------------------- | ------------------ |
| Brec Bassinger          | Courtney Whitmore / Stargirl | Mikita Dorka Júlia |
| Yvette Monreal          | Yolanda Montez / Vadmacska   | Koller Virág       |
| Anjelika Washington     | Beth Chapel / Dr. Éjfél      | Staub Viktória     |
| Cameron Gellman         | Rick Tyler / Óramester       | Brasch Bence       |
| Trae Romano             | Mike Dugan                   | Straub Martin      |
| Jake Austin Walker      | Henry King Jr.               | Márfi Márk         |
| Meg DeLacy              | Cindy Burman / Fullánk       | Szabó Luca         |
| Neil Jackson            | Jordan Mahkent / Jégcsap     | Bozsó Péter        |
| Christopher James Baker | Henry King, Sr. / Agyhullám  | Kaszás Gergő       |
| Amy Smart               | Barbara Whitmore             | Balsai Móni        |
| Luke Wilson             | Pat Dugan / Sávos            | Dévai Balázs       |
| Hunter Sansone          | Cameron Mahkent              | Lukács Dániel      |

### Mellékszereplők
| Színész             | Szereplő                            | Magyar hang      |
| ------------------- | ----------------------------------- | ---------------- |
| Neil Hopkins        | Lawrence 'Örlő' Crock / Sportmester | Zöld Csaba       |
| Joy Osmanski        | Paula Brooks / Tigrisnő             | Zsigmond Tamara  |
| Hina Khan           | Anaya Bowin / Hegedűs               | Kovács Patrícia  |
| Joel McHale         | Sylvester Pemberton / Starman       | Szatmári Attila  |
| John Wesley Shipp   | Jay Garrick / Flash                 | Rosta Sándor     |
| Suehyla El-Attar    | Mrs. Patterson                      | Kokas Piroska    |
| Joe Knezevich       | William Zarick / Mágus              | Vida Péter       |
| Wil Deusner         | Joey Zarick                         | Kenéz Ágoston    |
| Cynthia Evans       | Denise Zarick                       | Udvarias Anna    |
| Henry Thomas        | Charles 'Chuck' McNider / Dr. Éjfél | Kárpáti Levente  |
| Adam Aalderks       | Matt Harris                         | Mészáros András  |
| Eric Goins          | Steven Sharpe / Hazárdőr            | Rába Roland      |
| Lou Ferrigno Jr.    | Rex Tyler / Óramester               | Ódor Kristóf     |
| Brian Stapf         | Ted Grant / Vadmacska               | Tokaji Csaba     |
| Stella Smith        | Artemis Crock                       | Stern Hanna      |
| Jason Kirkpatrick   | Hank edző                           | Bácskai János    |
| Mark Ashworth       | Justin, a takarító                  | Jantyik Csaba    |
| Nelson Lee          | Dr. Ito / Sárkány Király            | Szikszai Rémusz  |
| Matt Burke          | Mr. Sullivan                        | Vári Attila      |
| Michael Hyland Cole | Mr. Paris                           | Törköly Levente  |
| Jim France          | Sofus Mahkent                       | Cs. Németh Lajos |
| Kay Galvin          | Lily Mahkent                        | Tóth Judit       |
| John Crow           | Mr. Green                           | Király Adrián    |
| Wes Jetton          | Ápoló                               | Hamvas Dániel    |

### Magyar változat
- További magyar hangok: Erdős Borcsa, Győriványi Laura, Haagen Imre, Maróti Attila, Mesterházy Gyula, Pál Tamás, Pálfi Kata, Penke Bence, Petridisz Hrisztosz, Sándor Barnabás, Sipos Veronika, Szitás Barbara, Turi Bálint, Vida Sára, Vilmányi Benett
- Bemondó: Bozai József
- Magyar szöveg: Fülöp Áron
- Hangmérnök: Csomár Zoltán
- Vágó: Székely Daniella
- Gyártásvezető: Gelencsér Adrienne
- Szinkronrendező: Nikas Dániel

A szinkront az HBO megbízásából a Mafilm Audio Kft. készítette.

## Epizódok
| Évad | Évad | Epizód | Eredeti sugárzás    | Eredeti sugárzás    | Eredeti adó      | Magyar sugárzás     | Magyar sugárzás    | Magyar adó |
| Évad | Évad | Epizód | Évadpremier         | Évadfinálé          | Eredeti adó      | Évadpremier         | Évadfinálé         | Magyar adó |
| ---- | ---- | ------ | ------------------- | ------------------- | ---------------- | ------------------- | ------------------ | ---------- |
|      | 1    | 13     | 2020. május 18.     | 2020. augusztus 10. |                  | 2020. szeptember 5. | 2020. november 28. |            |
|      | 2    | 13     | 2021. augusztus 10. | 2021. november 2.   |                  | 2021. október 10.   | 2021. december 19. |            |
|      | 3    | 13     | 2022. augusztus 31. | 2022. december 7.   | 2023. január 21. | 2023. április 15.   |                    |            |

## Arrowverzum
Stargirlt és csapatát röviden bemutatták az Arrowverzum crossoverében, a Végtelen világok válságában. A crossover megalapozza a sorozat világát ami az újjászületett Föld-2.